# Quatrième législature du Conseil national (Suisse)
Quatrième
Troisième législature du Conseil national Cinquième législature du Conseil national
La Quatrième législature du Conseil national se déroule entre 1857 et 1860.

## Composition
120 Conseillers nationaux sont élus.

## Présidents
Cette quatrième législature voit se succéder 4 présidents :
- Augustin Keller, en 1857 à 1858 ;
- Johann Jakob Stehlin, de 1858 à 1859 ;
- Friedrich Peyer im Hof, de 1859 à 1860 ;
- Johann Baptist Weder, en 1860.

### Sources
- Parlement.ch